# Pedro Gamarro
Pedro José Gamarro (ur. 8 stycznia 1955 w Machiques, zm. 7 maja 2019 w Maracaibo) – wenezuelski bokser kategorii półśredniej i średniej, wicemistrz olimpijski z 1976.
Zwyciężył w wadze lekkopółśredniej (do 63,5 kg) na igrzyskach Ameryki Środkowej i Karaibów w 1974 w Santo Domingo, a także w mistrzostwach Ameryki Środkowej i Karaibów w 1974 w Caracas. Podczas igrzysk panamerykańskich w 1975 w Meksyku zdobył brązowy medal w wadze półśredniej (do 67 kg). Zwyciężył tej kategorii w mistrzostwach Ameryki Środkowej i Karaibów w 1975 w Gwatemali.
Gamarro swój największy sukces odniósł na letnich igrzyskach olimpijskich w 1976 w Montrealu, gdzie wystąpił w kategorii półśredniej. Pokonał kolejno: mistrza Europy z 1973 Marijana Beneša z Jugosławii, obrońcę tytułu mistrzowskiego oraz mistrza świata z 1974 Emilio Correę z Kuby przez techniczny nokaut w 3. rundzie, w ćwierćfinale wicemistrza świata z 1974 i mistrza igrzysk panamerykańskich z 1975 Clintona Jacksona z USA i w półfinale Reinharda Skriceka z RFN. W finale przegrał z Jochenem Bachweldem z NRD zdobywając srebrny medal. Był to jedyny srebrny medal na tych igrzyskach zdobyty przez sportowca z Ameryki Południowej (oprócz tego tylko dwa brązowe medale zdobyli zawodnicy z Brazylii).
W 1977 Gamarro wygrał mocno obsadzony turniej Batalla de Carabobo w Caracas w wadze lekkośredniej (do 71 kg), pokonując w finale Luisa Martíneza z Kuby. Przegrał z tym zawodnikiem w półfinale mistrzostwach Ameryki Środkowej i Karaibów w 1977 w Panamie. Na mistrzostwach świata w 1978 w Belgradzie wystąpił znowu w wadze półśredniej; przegrał pierwszą walkę z późniejszym wicemistrzem Miodragiem Perunoviciem z Jugosławii.
Gamarro nie walczył w latach 1979-1982. W 1983 powrócił na ring w wadze średniej (do 75 kg). Zdobył w niej brązowy medal na igrzyskach panamerykańskich w 1983 w Caracas. Po zakończeniu kariery pracował jako trener.